# Битва під Конецполем (1708)
Битва під Конецполем 1708 року — велика битва часів Великої Північної війни, що відбулась 21 листопада 1708 року поблизу польського міста Конецполь між військом прибічників про-шведськи налаштованого короля Станіслава Лещинського з військом антишведської партії прибічників Августа ІІ.
Військом партії Лещинського (близько 12 тисяч) командував великий гетьман коронний Юзеф Потоцький; військо партії конфедератів Августа Фрідріха (близько 10 тисяч) виступило під проводом Якуба Рибінського та Людвіка Поцея.
Битва закінчилася перемогою прибічників Августа Фрідріха. Потоцький втратив 380 чоловік убитими в битві і ще близько 1000 — під час відступу, 2000 були взяті в полон. Конфедерати також захопили 4 гармати, 4 мортири і значну кількість боєприпасів. Потоцький у супроводі 300 чоловік кавалерії втік до Радомсько. Рибінський втратив 200 чоловік.
Поразка партії Ліщинського значно послабила позиції Карла XII у війні проти Росії.